# Orthochtha roffeyi
Orthochtha roffeyi är en insektsart som beskrevs av Popov, G.B. och Fishpool 1992. Orthochtha roffeyi ingår i släktet Orthochtha och familjen gräshoppor. Inga underarter finns listade i Catalogue of Life.